# Industriebahn Feuerbach
| Karte der Industriebahn Feuerbach, Stand um 1989 |                      |                                    |                                    |
| Spurweite: | 1435 mm (Normalspur) |                                    |                                    |
| Maximale Neigung: | 40 ‰                 |                                    |                                    |
| |                      |                                    |                                    |
| \| \| \| Frankenbahn von Würzburg \| \| \| \| Schwarzwaldbahn von Weil der Stadt \| \| \| \| Stuttgart-Zuffenhausen \| \| \| \| Frankenbahn nach Stuttgart \| \| \| \| Awanst Karle Recycling GmbH \| \| \| \| ehemalige Weiterführung \| |                      |                                    |                                    |
| Strecke |                      | Frankenbahn von Würzburg           | Frankenbahn von Würzburg           |
| Abzweig geradeaus und von rechts |                      | Schwarzwaldbahn von Weil der Stadt | Schwarzwaldbahn von Weil der Stadt |
| Bahnhof |                      | Stuttgart-Zuffenhausen             | Stuttgart-Zuffenhausen             |
| Abzweig geradeaus und nach links |                      | Frankenbahn nach Stuttgart         | Frankenbahn nach Stuttgart         |
| Betriebs-/Güterbahnhof Strecke ab hier außer Betrieb |                      | Awanst Karle Recycling GmbH        | Awanst Karle Recycling GmbH        |
| Strecke (außer Betrieb) |                      | ehemalige Weiterführung            | ehemalige Weiterführung            |

Die Industriebahn Feuerbach ist eine normalspurige und nicht elektrifizierte Industrieanschlussbahn im Stuttgarter Stadtbezirk Feuerbach, die dem Güterverkehr zu diversen Gleisanschlüssen von Industriebetrieben dient. Sie nimmt ihren Ausgang im Bahnhof Stuttgart-Zuffenhausen und verlässt die Trasse der Frankenbahn kurz vor dem ehemaligen Güterbereich des Bahnhofs Stuttgart-Feuerbach. Zuständiges Eisenbahninfrastrukturunternehmen ist die Stadt Stuttgart selbst, im rechtlichen Sinne handelt es sich um einen Gleisanschluss der Stadt. Die Industriebahn Feuerbach ist dabei – analog zur Hafenbahn Stuttgart – der Tochtergesellschaft Hafen Stuttgart GmbH zugeordnet. Die Bedienung erfolgt durch die Deutsche-Bahn-Tochtergesellschaft DB Cargo, die dafür in der Regel eine Rangierlokomotive der Baureihe V 60 einsetzt.

## Geschichte
Im Zuge der Industrialisierung in der zweiten Hälfte des 19. Jahrhunderts entstanden auch in der – damals noch eigenständigen – Stadt Feuerbach zahlreiche neue Unternehmen. Zwar existierte bereits ab 1846 ein Eisenbahnanschluss, jedoch lagen zahlreiche Unternehmen weitab des Feuerbacher Güterbahnhofs und waren daher an einer direkteren Transportmöglichkeit für ihre Rohmaterialien und Erzeugnisse interessiert. Bereits 1899/1900 begründeten die örtlichen Industriebetriebe deshalb eine Initiative für den Bau einer Anschlussbahn, welche die Königlich Württembergischen Staats-Eisenbahnen auch positiv beschieden. 1907 begannen die Bauarbeiten, 1909 ging der erste Streckenkilometer in Betrieb. Der weitere Ausbau erfolgte wegen des hohen und immer noch steigenden Transportbedarfs rasant, 1919 betrug die Gleislänge schon 21,3 Kilometer und wuchs bis 1929 auf rund 25 Kilometer an.
Die weit verzweigten Gleise der Industriebahn waren – ähnlich einer Straßenbahn – überwiegend straßenbündig trassiert und überwanden in Richtung Killesberg auch größere Höhenunterschiede. Hierfür war unter anderem eine Spitzkehre in der Sieglestraße notwendig. Eine Besonderheit waren die beiden niveaugleichen Kreuzungen mit den Gleisen der Stuttgarter Stadtbahn der Stuttgarter Straßenbahnen AG im Zuge der Heilbronner Straße, die bis 2012 existierten. Vor 1990 bestanden außerdem weitere Niveaukreuzungen mit der alten meterspurigen Stuttgarter Straßenbahn; diese befanden sich in der Siemensstraße, in der Stuttgarter Straße, in der Wiener Straße und auf dem Feuerbacher Bahnhofsvorplatz.
Ab den 2000er Jahren kollidierte die – früher gemeinsam von Industriebahn und Straßenverkehr genutzte – Unterführung unter der Frankenbahn mit den Planungen zur Verlagerung des stadteinwärtigen Verkehrs der Bundesstraße 295. Eine Erhaltung des Gleises trotz des vierspurigen Ausbaus der Unterführung hätte eine Tieferlegung des darunter liegenden verdolten Feuerbachs erfordert, was insgesamt 3,2 Millionen Euro gekostet hätte. Stattdessen zahlte die Stadt Stuttgart der Flint Group, dem letzten Anschlusskunden östlich der Frankenbahn, 2012 eine Entschädigung von 1,5 Millionen Euro für den Verzicht auf den Bahnanschluss. Der Verkehr auf dem Gleisnetz östlich der Frankenbahn endete damit im Dezember 2012, die Strecke endet seither im Kreuzungsbereich Wernerstraße / Steiermärker Straße / Bludenzer Straße / Bregenzer Straße.
Zuvor kam im Herbst 2012 am Beginn der Strecke jedoch noch eine neue Ausweichanschlussstelle (Awanst) für die Schrotthandlung Karle Recycling GmbH hinzu, als das Unternehmen seinen Standort infolge des Projektes „Stuttgart 21“ vom Nordbahnhof auf das Gelände des früheren Güterbahnhofs am Feuerbacher Bahnhof verlegte.
Zum 31. Dezember 2014 stellte als drittletzter Anschließer schließlich auch die Robert Bosch GmbH den Schienenverkehr ein. Die Bahnanlagen auf dem Werksgelände sind auf Antrag beim Regierungspräsidium Stuttgart entwidmet worden. Der vorletzte Anschließer war die benachbarte Wiegel-Gruppe im Winkel zwischen der Wernerstraße und der Siegelbergstraße, deren Anschluss jedoch durch die Aufgabe des Werksgeländes mittlerweile ebenfalls entfiel. Seither existiert mit der Karle Recycling GmbH nur noch ein bedienter Anschluss.

## Galerie

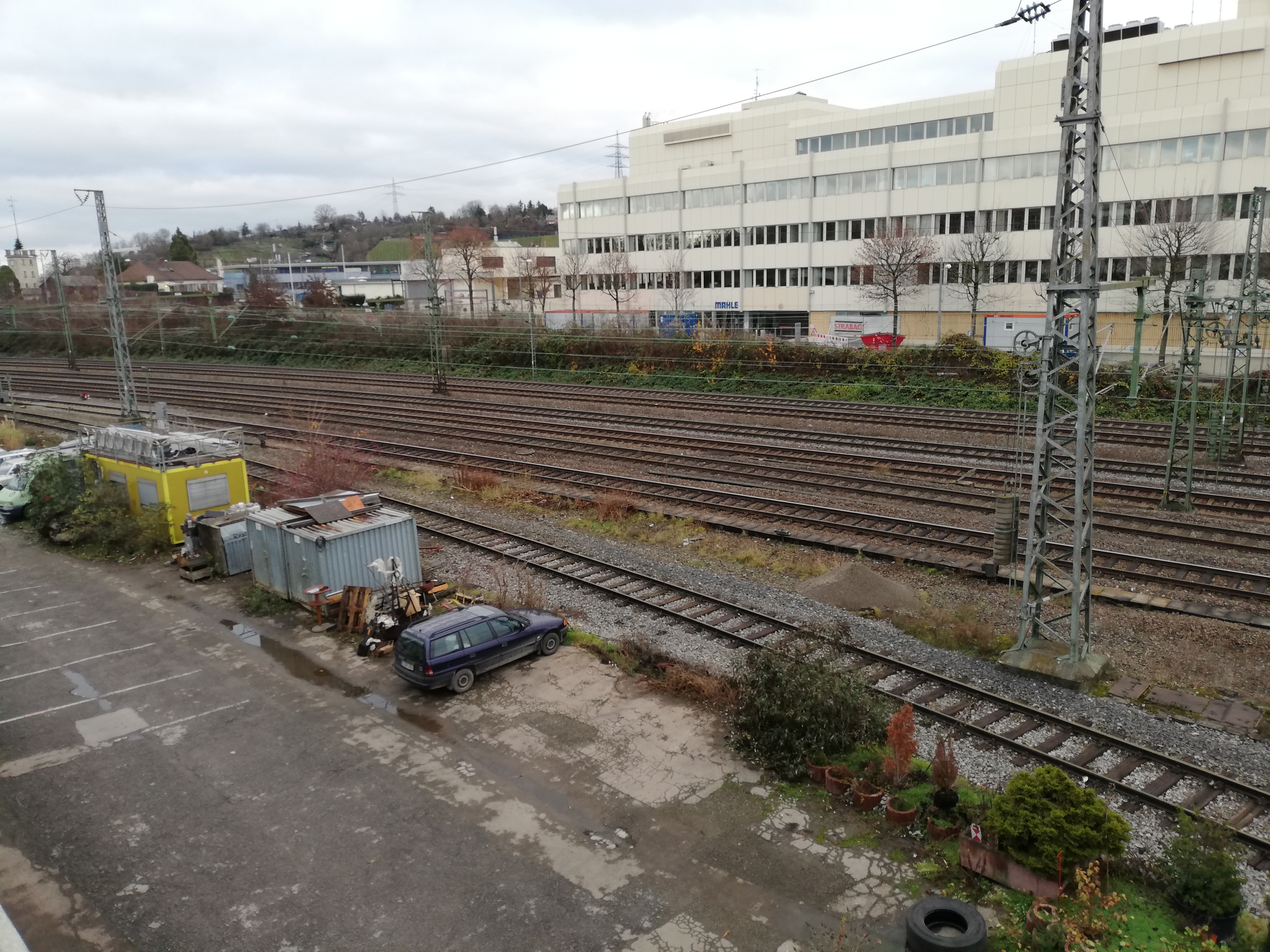
Abzweig von der Frankenbahn
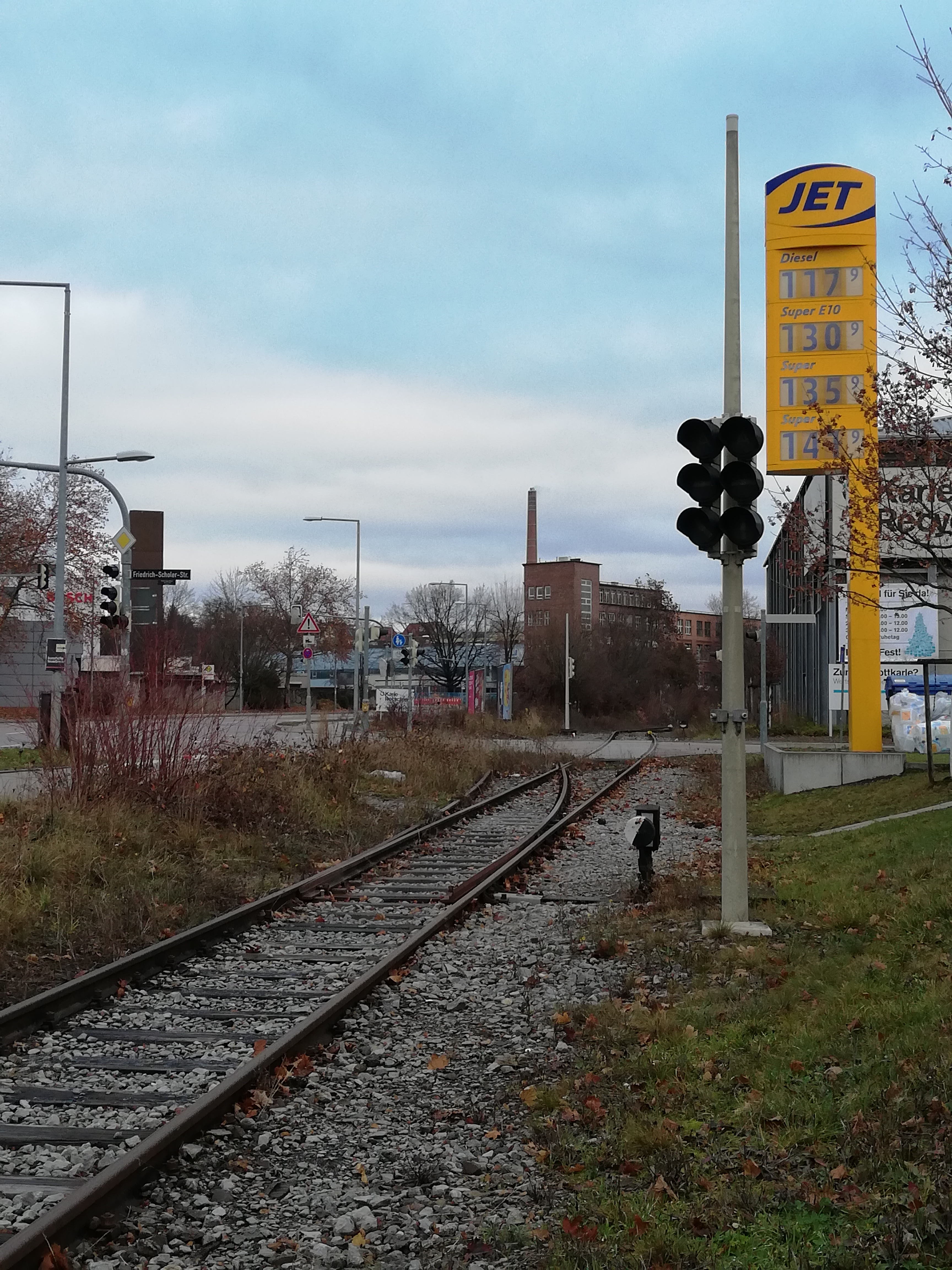
Industriegleis an der Wernerstraße
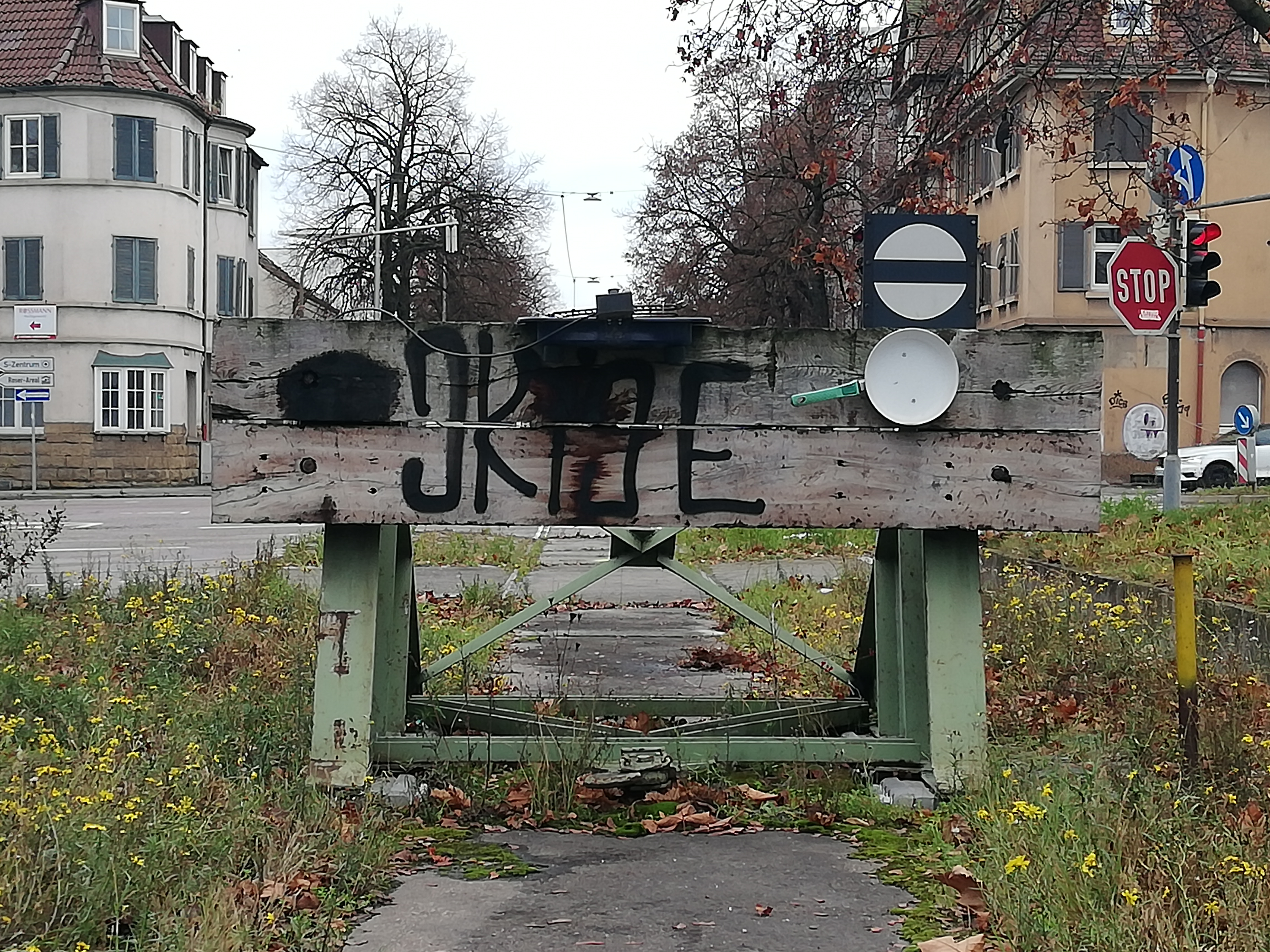
Prellbock in der Bregenzer Straße
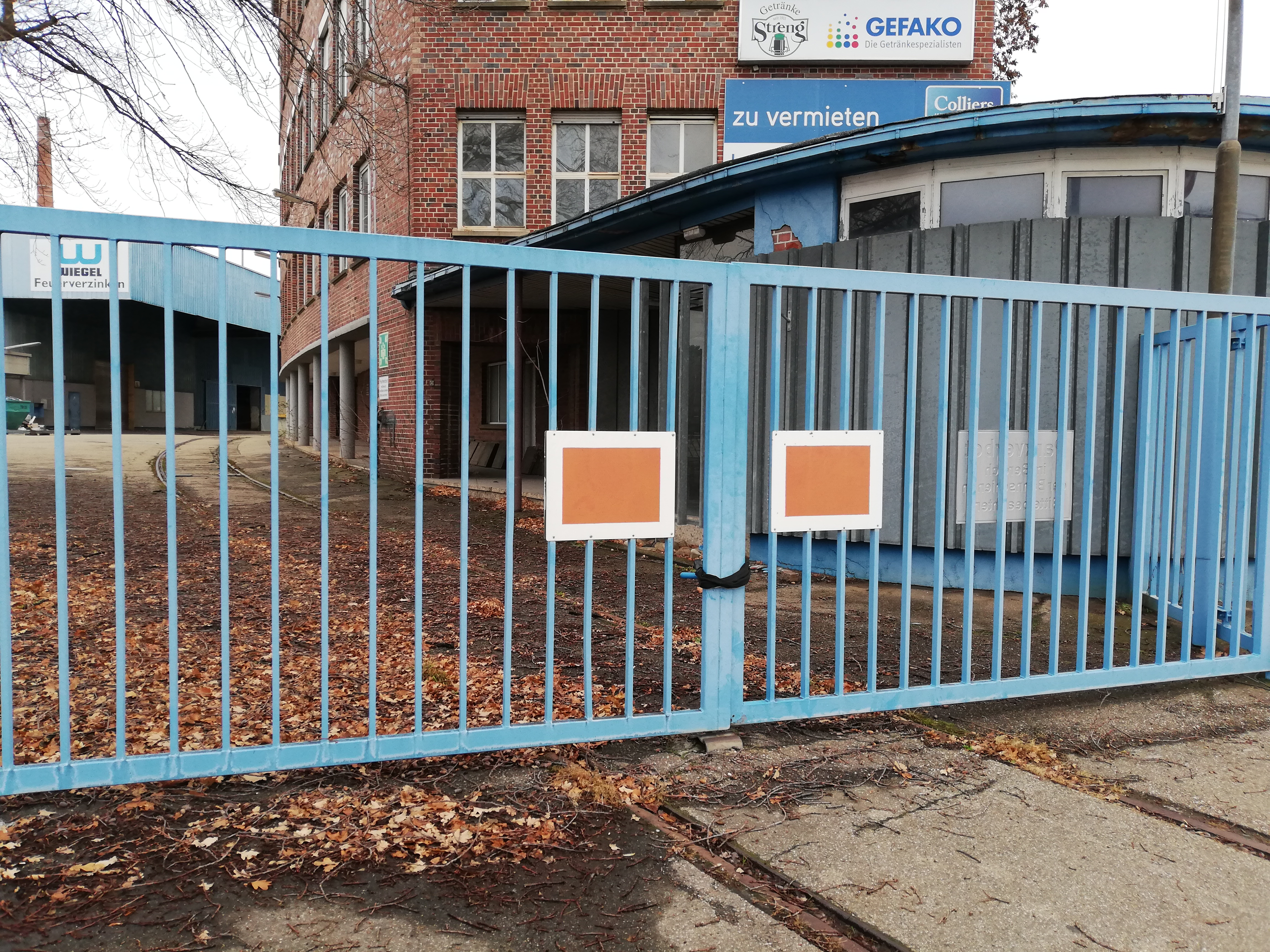
Werkstor Wiegel-Gruppe (Dezember 2020)
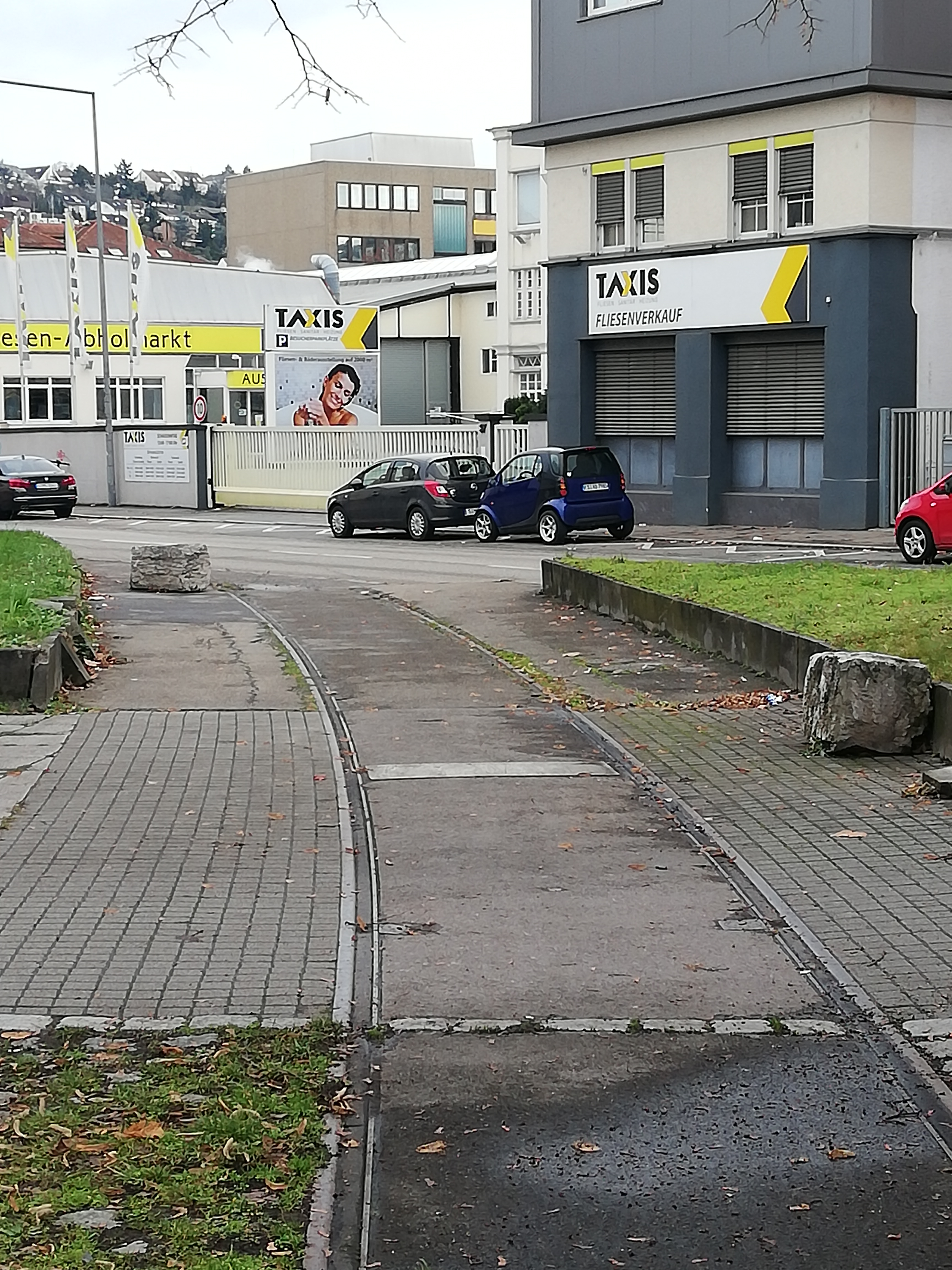
Gleisrest zwischen Steiermärker und Bludenzer Straße
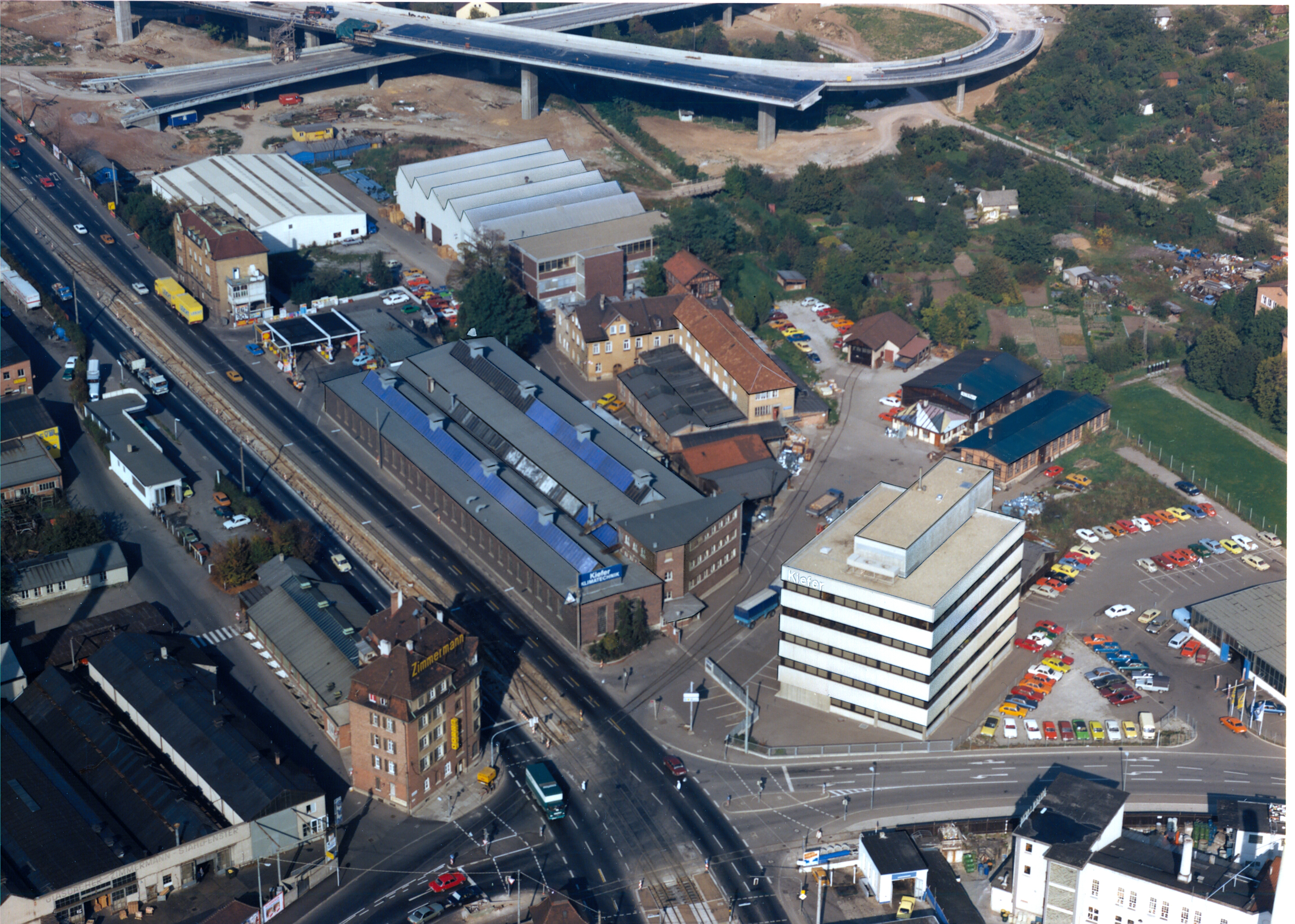
Werksgelände Fa. Kiefer Klimatechnik mit Industriegleisen (1975)